# Kazimierz Koczur
Kazimierz Koczur (ur. 4 marca 1941 w Krakowie, zm. 12 sierpnia 2011 w Wadowicach) – polski artysta fotograf, uhonorowany tytułem Artiste FIAP (AFIAP). Członek rzeczywisty Krakowskiego Towarzystwa Fotograficznego.

## Życiorys
Kazimierz Koczur urodził się w Krakowie, w wieku 6 lat zamieszkał w Wadowicach, gdzie pracował i tworzył przez całe swoje życie. W 1968 roku podjął współpracę z Wadowickim Centrum Kultury jako (społeczny) instruktor fotografii – od 1971 roku podjął pracę, początkowo na ryczałcie, następnie jako etatowy instruktor fotografii, w 1973 roku. Był pomysłodawcą, założycielem i wieloletnim opiekunem klubu fotograficznego „Mikro” (późniejszego „Mikro II”), działającego przy Wadowickim Centrum Kultury. W 1978 roku podjął pracę instruktora do spraw upowszechniania fotografii i filmu w Wojewódzkim Domu Kultury w Bielsku-Białej. Był przewodniczącym i członkiem jury w licznych konkursach fotograficznych.
Jest autorem i współautorem wielu wystaw fotograficznych; indywidualnych, zbiorowych, poplenerowych, pokonkursowych. W ramach działalności w Krakowskim Towarzystwie Fotograficznym brał aktywny udział w Międzynarodowych Salonach Fotograficznych, organizowanych pod patronatem FIAP, zdobywając wiele medali, nagród, wyróżnień, dyplomów, listów gratulacyjnych. Jego fotografie były prezentowane m.in. w takich miastach jak: Bangkok, Berlin, Buenos Aires, Calgary, Chicago, Gdańsk, Kapsztad, Paryż, Port Arthur, Sao Paolo, Sydney, Warszawa. Ostatnia autorska wystawa Kazimierza Koczura „Limeryki, straszydełka i liryki” miała miejsce w 2008 w Wadowickim Centrum Kultury.
Pokłosiem udziału w Międzynarodowych Salonach Fotograficznych (pod patronatem FIAP) było przyznanie Kazimierzowi Koczurowi (w 1979 roku) tytułu honorowego Artiste FIAP (AFIAP) przez Międzynarodową Federację Sztuki Fotograficznej.
Kazimierz Koczur zmarł po ciężkiej chorobie w dniu 12 sierpnia 2011 roku, pochowany na cmentarzu parafialnym św. Piotra Apostoła w Wadowicach, 16 sierpnia 2011 roku.